# Thassilo Franke
Dr. Thassilo Franke (1972 - ), es un investigador, botánico y guionista belga. Una orquídea que recibió cuando tenía 11 años determinó su vida futura. Como adolescente, compartió su habitación con más de 80 orquídeas y soñaba con viajar a los países de origen de sus bellezas exóticas. Cuando estudió biología, se comprometió periódicamente en expediciones a regiones tropicales de todos los continentes. En 2005 asistió a un programa de Historia Natural de Cine en Nueva Zelanda. Su última película ganó el prestigioso premio "Revelación BBC Award" en Wildscreen.

## Algunas publicaciones
- thassilo Franke. 2002. The myco-heterotrophic Voyria flavescens (Gentianaceae) and its associated fungus. Mycological Progress 1 (4 ) : 367-376

- -----. 2004. Afrothismia saingei (Burmanniaceae, Thismieae), a New Myco-Heterotrophic Plant from Cameroon. Systematics and Geography of Plants 74 ( 1 ): 27-33

- moses n. Sainge, thassilo Franke, reinhard Agerer. 2005. A New Species of Afrothismia (Burmanniaceae, Tribe Thismieae) from Korup National Park, Cameroon. Willdenowia 35 ( 2 ): 287-291

- thassilo Franke, ludwig Beenken, matthias Döring, alexander Kocyan, reinhard Agerer. 2006. Arbuscular mycorrhizal fungi of the Glomus-group A lineage (Glomerales; Glomeromycota) detected in myco-heterotrophic plants from tropical Africa. Mycological Progress 5 (1 ) : 24-31

- La abreviatura «T.Franke» se emplea para indicar a Thassilo Franke como autoridad en la descripción y clasificación científica de los vegetales.[2]